# Putovnica Izraela
Putovnica Izraela putna je isprava koja se državljanima Izralea izdaje za putovanje i boravak u inozemstvu, kao i za povratak u zemlju.
Za vrijeme boravka u inozemstvu, putna isprava služi za dokazivanje identiteta i kao dokaz o državljanstvu.
Putovnica Izraela se izdaje za neograničen broj putovanja.

## Jezici
Putovnica je ispisana hebrejskim i engleskim jezikom.

## Izgled
Izraelske putovnice su tamnoplave, s izraelskim amblemom u sredini prednje korice, ispod riječi "מדינת ישראל" i "STATE OF ISRAEL" na hebrejskom, odnosno engleskom. Ispod amblema ispisane su riječi "דרכון" i "PASSPORT". Unutarnje stranice ukrašene su izraelskim amblemom maslinovih grančica i menorom sa sedam krakova. Obična putovnica sadrži 32 stranice.
Od 2020. valjanost izraelske putovnice ovisi o trajanju državljanstva i boravka u Izraelu. U pravilu se prva izraelska putovnica izdaje na 1 godinu, sljedeća na 5 godina, a zatim je možete dobiti na 10 godina. Valjanost izraelske putovnice ograničena je na 10 godina.
Budući da se hebrejski piše s desna na lijevo, putovnice se otvaraju s desnog kraja, a stranice se slažu s desna na lijevo. Arapski se ne koristi u izraelskim putovnicama, iako se koristi u internim osobnim iskaznicama.

### Stranica s identifikacijskim podacima
- slika vlasnika putovnice
- tip ("P" za putovnicu)
- kod države
- serijski broj putovnice
- prezime i ime vlasnika putovnice
- državljanstvo
- nadnevak rođenja (DD. MM. GGGG)
- spol (M za muškarce ili F za žene)
- mjesto rođenja
- nadnevak izdavanja (DD. MM. GGGG)
- potpis vlasnika putovnice
- nadnevak isteka (DD. MM. GGGG)
- izdana od

## Vizni zahtjevi i ograničenja

### Zahtjevi za vizu
Prema Henley Passport Indexu za 2022., građani Izraela imaju pristup bez viza ili vizu po dolasku u 159 zemalja i teritorija, što izraelsku putovnicu svrstava na 24. mjesto u svijetu po slobodi putovanja (povezano s meksičkom putovnicom).

### Ograničenja za putovnicu Izraela
Prema zakonima Države Izrael osam država — Iran, Pakistan, Irak, Libija, Libanon, Saudijska Arabija, Sirija i Jemen smatraju se «vraškim državama» i državljanima Izraela nije dopušteno da ih posećuju bez posebne dozvole izdane od strane MVD Izraela. Značajan popis «vraških zemalja» potvrđen je 1954. godine i obnovljen tek jednom, 25. srpnja 2007. godine, kada je uključen Iran. Dvije zemlje, Egipat i Jordan, unesene u ovaj popis, bile su isključene nakon priznanja Izraela i sklapanja mirovnih sporazuma s Izraelom.

### Zemlje koje ne priznaju izraelsku putovnicu
Izraelske putovnice ne priznaje 14 zemalja:
1. Alžir
2. Bangladeš
3. Brunej
4. Iran
5. Irak
6. Jemen
7. Kuvajt
8. Libanon
9. Libija
10. Malezija
11. Oman
12. Pakistan
13. Saudijska Arabija